# STS-53
La STS-53 è una missione spaziale del Programma Space Shuttle.

## Equipaggio
- David M. Walker (3) - Comandante
- Robert D. Cabana (2) - Pilota
- Guion S. Bluford (4) - Specialista di missione
- James S. Voss (2) - Specialista di missione
- Michael R. Clifford (1) - Specialista di missione

Tra parentesi il numero di voli spaziali completati da ogni membro dell'equipaggio, inclusa questa missione.

## Parametri della missione
- Massa:
  - Navetta al rientro con carico: 87.565 kg
  - Carico utile: 11.860 kg
- Perigeo: 365 km
- Apogeo: 376 km
- Inclinazione orbitale: 57.0°
- Periodo: 1 ora, 32 minuti, 0 secondi